# 814 v.Chr.
Het jaar 814 v.Chr. is een jaartal volgens de christelijke jaartelling.

## Gebeurtenissen

### Carthago
- Stichting van de stad Carthago door de Feniciërs, volgens de legende onder de Tyrische koningin Dido. De stad is gelegen aan de golf van Tunis.